# Шмутцер, Фердинанд
Фердинанд Шмутцер (нем. Ferdinand Schmutzer; 21 мая 1870, Вена — 26 октября 1928, Вена) — австрийский художник, гравёр и фотограф, преподавал в Академии художеств, в 1922—1924 гг. был её ректором.

## Биография
Родился в потомственной художественной семье: отец и дед были живописцами, прадед Якоб Матеус Шмутцер (1733—1811) — известным гравером. С 1886 года учился в Венской академии художеств на отделении живописи у Леопольда Карла Мюллера и Йозефа Матиаса Тренквальда. По окончании академии был премирован поездкой в Нидерланды, под впечатлением от которой обратился к гравюре. С 1897 г. начал работать как гравер, преимущественно в портретном жанре. С 1901 г. участвовал в выставках Венского сецессиона. С 1908 г. преподавал в Академии художеств, в 1922—1924 гг. был её ректором. В поздние годы в значительной мере перешёл на фотографию. Среди тех, чьи портреты оставил Шмутцер, — Зигмунд Фрейд, Альберт Эйнштейн, Феликс Зальтен, Артур Шницлер, Пабло Казальс и другие заметные фигуры.
Похоронен на венском Дёблингском кладбище.